# Mylabris undecimpunctata
Mylabris undecimpunctata là một loài bọ cánh cứng trong họ Meloidae. Loài này được Fischer von Waldheim miêu tả khoa học năm 1842.